# Port de Rohuküla
Le port de Rohuküla (estonien : Rohuküla sadam, code EE RHK) est un port à Rohuküla en Estonie.

## Présentation
Le port de Rohuküla est situé à Rohuküla dans la commune d'Haapsalu, dans le comté de Lääne, à environ 8 km du centre de Haapsalu.
Les voies navigables Rohuküla–Heltermaa et Rohuküla–Vormsi partent du port.

## Histoire
Avant la Première Guerre mondiale, à Rohuküla il y avait un petit pont et une grange sur la plage, que le propriétaire du manoir local avait construit pour son propre usage.
Immédiatement avant la guerre, un port militaire de l'Empire russe, faisant partie de la base navale de Tallinn, a été établi à Rohukülla.
À la base navale de Rohuküla, des quais, des réservoirs d'eau de mer, sa centrale électrique, ainsi que des ateliers de réparation, des réservoirs d'eau douce, etc., ont été construits. 
Le port avait un bassin nord et un bassin sud.
Des casernes, des quartiers d'officiers, des quartiers des timoniers, un casino pour les officiers, des dépôts de mines, des dépôts de munitions d'artillerie ont, entre-autres, été construits.
Un réseau ferroviaire et une gare ont également été construits dans le port.
L'achèvement des projets a été interrompu en octobre 1917 par la destruction des bâtiments du port par les troupes en retraite du gouvernement provisoire de Russie.
Entre autres, le bâtiment de la gare a aussi été détruit.

## Galerie

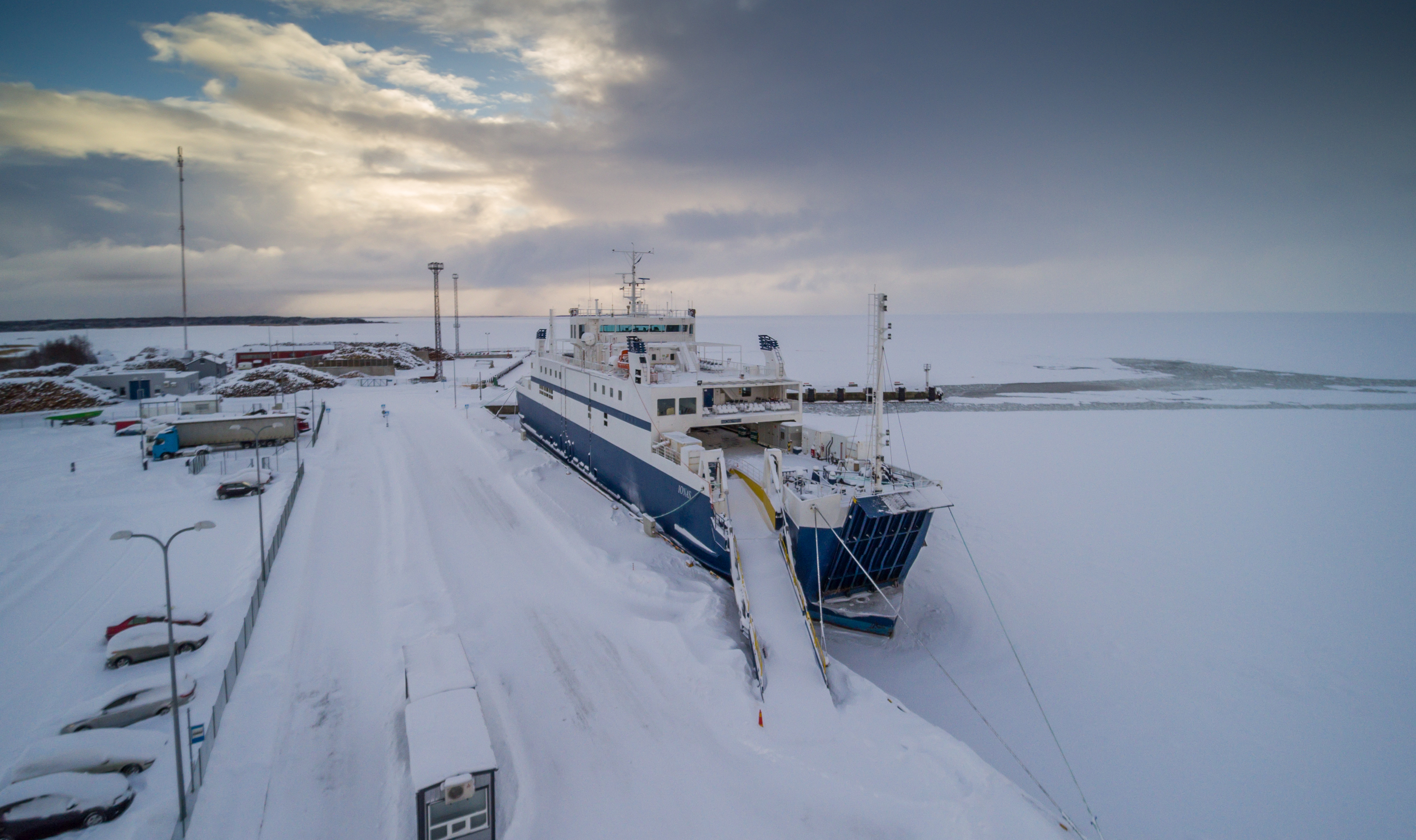
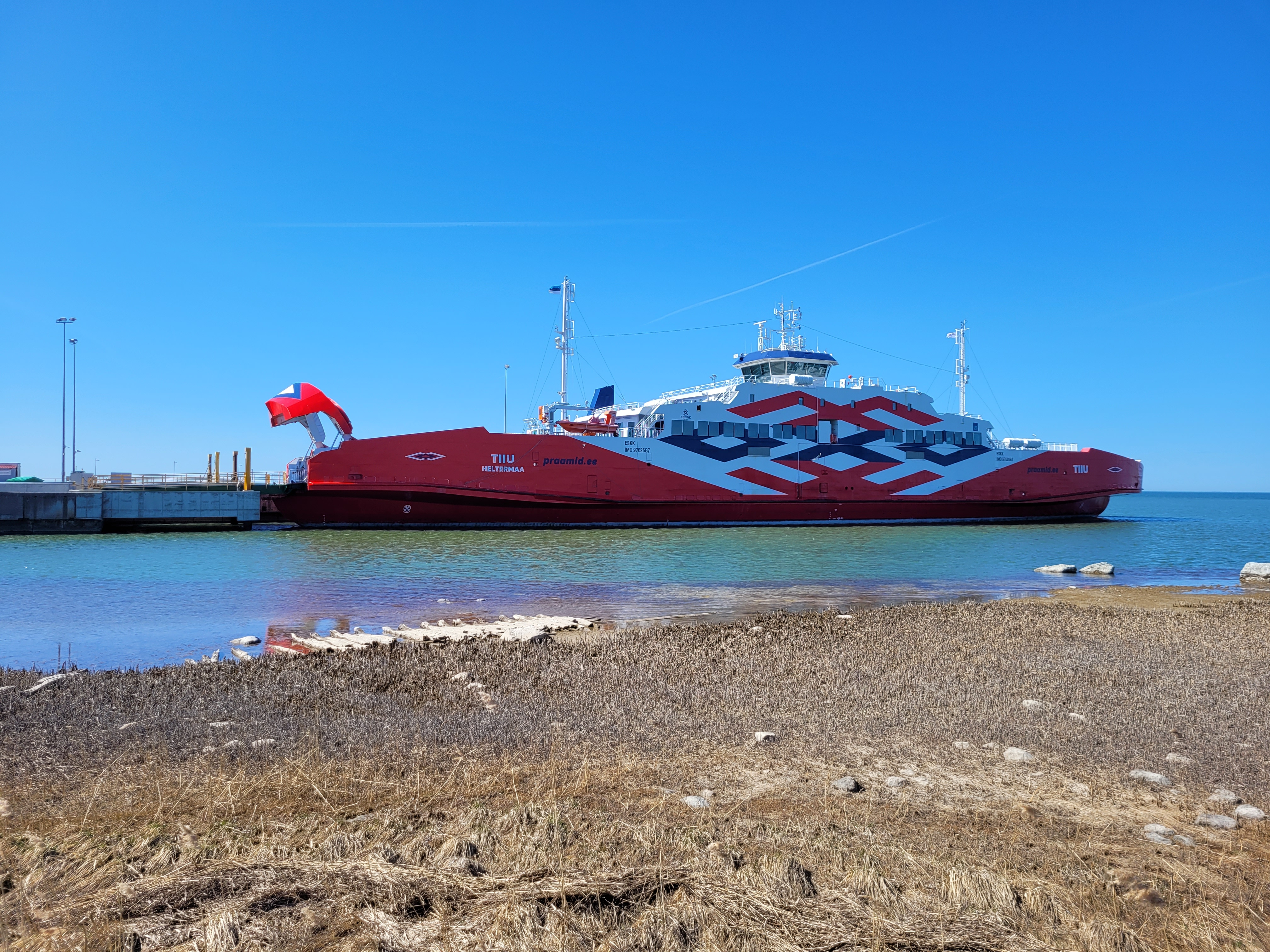
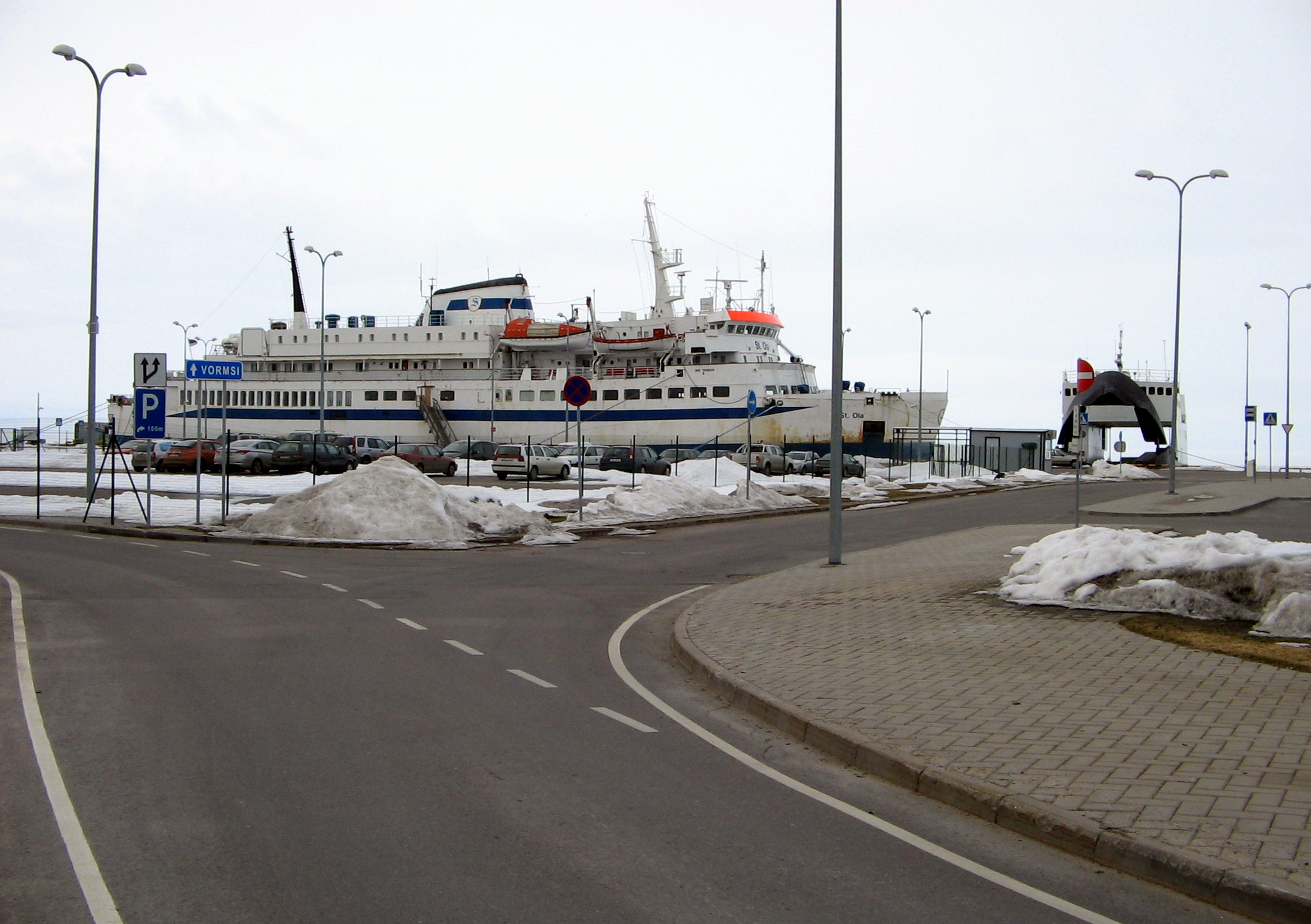